# Lorena Bernal
Lorena Raquel Bernal Pascual (San Miguel de Tucumán, 12 maggio 1981) è una modella argentina naturalizzata spagnola, eletta Miss Spagna nel 1999.

## Biografia
Nata a San Miguel de Tucumán, in Argentina, la sua famiglia si trasferì a vivere a San Sebastián, in Spagna, quando Lorena Bernal aveva un anno. Lorena Bernal fu incoronata Miss Spagna il 1º marzo 1999 presso Jaén, in diretta nazionale. In seguito ha rappresentato la Spagna a Miss Mondo 1999. Dopo il titolo ha lavorato come modella e attrice.
Inizialmente Lorena Bernal ha partecipato ad alcune serie spagnole come El secreto (2001), ¡Ala... Dina! (2002) e Paraiso (2003) e film come The deal - Il patto. Dal mese di gennaio 2007 si è trasferita a vivere a Los Angeles e ha partecipato ad alcuni episodi delle serie televisive Chuck e CSI: Miami, e nel film Clean Break.

## Vita privata
Dal 2010 è sposata con l'allenatore ed ex calciatore Mikel Arteta, dal quale ha avuto tre figli nel 2009, 2012 e 2015.

## Filmografia

### Cinema
- Menos es más (2000)
- Mengigares - Cortometraggio (2001)
- El Kibris (2004)
- The Deal (2005)
- Unnatural Causes (2006)
- Stiletto (2008)

### Televisione
- El Señorío de Larrea (1999)
- El secreto (2001-2002)
- Ala-Dina (2002)
- Paraíso (2002-2003)
- Luna Negra (2003-2004)
- Se puede? (2004)
- La sopa boba (2004)
- Aida (2005)
- El pasado es mañana (2005)
- El Comisario (2005)
- Homozapping (2005)
- See Jayne Run (2007)
- CSI: Miami 2007
- Chuck 2007

## Programmi TV
- Únicas (1999) (Antena 3 TV)
- Gala homenaje a Gila (1999) (TVE)
- Animalada total (1999) (ETB)
- Gala 2000 Christmas Eve (2000) (ETB)
- The First Night (31 puntate)(2000) (ETB)
- Gala New Image Channel (2001) (EITB)
- Gala Int´I vasque channel for LatinAmerica (2001) (ETB)
- The Arthur Show (13 puntate) (2001)(ETB)
- Gala End of the Year (2002) (ETB)
- Gala Regio de Oro Awards (2004) (Channel 7)
- Gala La Rioja universal (2004) (TVE)
- Gala Geniales (omaggio a Carmen Sevilla) (2004) (TVE)
- Gala Mataro Solidario (2005) (Canal 7)
- Gala Palma Jove (2005) (IB3TV)
- Gala Castello 2005
- Gala Sebastia 2006 (IB3TV)